# Intalie

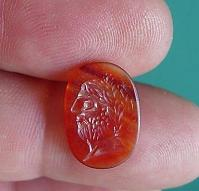

Intalia (din franceză intaille, italiană intaglio) este un obiect de mare finețe artistică, de mici dimensiuni (1–3 cm), creat pe pietre nobile, omogene ca și culoare (monocrome), gravate în adâncime, în care imaginea negativă a obiectului este proiectată invers pentru ca, prin aplicarea ei pe ceară sau argilă moale să se obțină o imagine normală și în relief.
Intaliile au fost folosite în trecut pentru inele sigilare, folosite la aplicarea de sigilii.
Intalia este opusul cameei, care este sculptată în relief.